# Îles Dellbridge
Les îles Dellbridge, également appelées îles Delbridge, sont un petit archipel inhabité situé en Antarctique, au sud-ouest de l'île de Ross, dans le détroit de McMurdo. Les îles sont revendiquées par la Nouvelle-Zélande (dépendance de Ross).

## Géographie

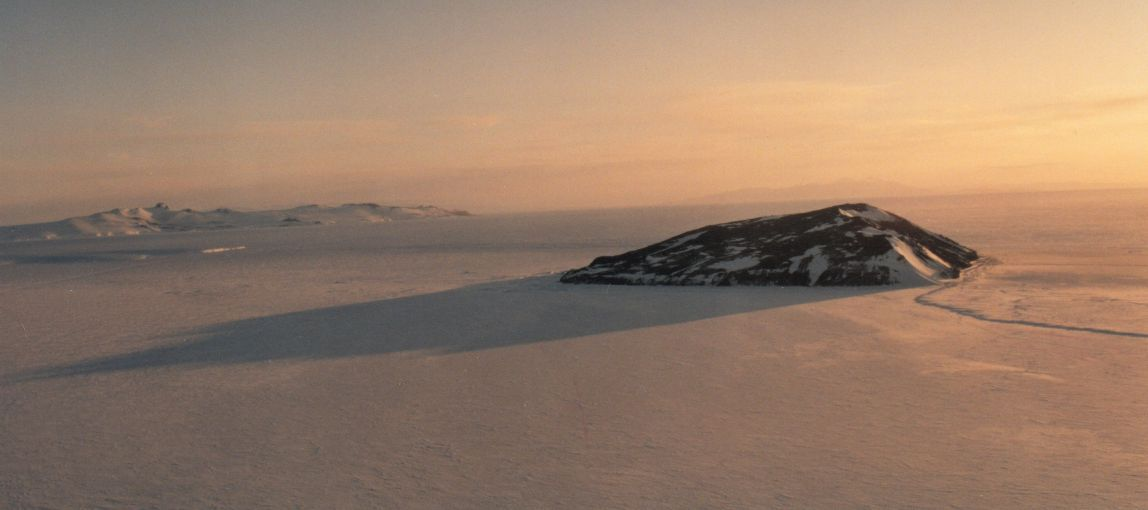
Vue aérienne de l'île Tent.

Les îles Dellbridge sont situées en Antarctique, au sud-ouest de l'île de Ross, entourées par le cap Evans au nord, le glacier Erebus et la péninsule de Hut Point au sud-est et la barrière de McMurdo faisant partie de la barrière de Ross au sud et au sud-ouest. Les îles sont baignées par la baie Erebus du détroit de McMurdo faisant partie de la mer de Ross, dans l'océan Austral.
Au nombre de quatre, les îles se composent de l'île Tent, la plus grande, l'île Inaccessible, l'île Big Razorback et l'île Little Razorback, la plus petite, et sont d'origine volcaniques.

## Histoire
Les îles Dellbridge ont été découvertes au cours de l'expédition Discovery menée par l'explorateur britannique Robert Falcon Scott entre 1901 et 1904 et  nommées en l'honneur de James H. Dellbridge, deuxième lieutenant de l'expédition.